# ولگرد (فیلم ۲۰۱۵)
ولگرد (تلگویی: లోఫర్؛ ‏انگلیسی: Loafer) یک فیلم درام پُرحادثه به کارگردانی پوری جاگاناد است که در سال ۲۰۱۵ منتشر شد.

## گزیدهٔ بازیگران
- وارون تج[۲][۳]
- دیشا پاتانی[۴]
- رواتهی
- موکش ریشی
- ساپتاگیری
- نورا فتحی (حضور در یکی از ترانه‌های فیلم)